# Alvaro Hidalgo
Alvaro Hidalgo Ascues (Lima, 23 de marzo de 1994) es un voleibolista peruano que juega como punta receptor y que forma parte del Club Deportivo Badajoz y la selección masculina de voleibol del Perú. 

## Clubes
- Club LNSV (2013-2014)
- Universidad de Lima (2014-2015)
- Club de Regatas Lima (Vóley) (2015-2019)
- Clube Desportivo da Póvoa (2019-2020)
- Club Deportivo Badajoz (2020-2021)

- Datos: Q107333465